# لانگ‌ستو
لانگ‌ستو (به انگلیسی: Longstowe) یک محله مدنی و روستا در بریتانیا است که در کمبریج‌شر جنوبی واقع شده‌است. لانگ‌ستو ۲۰۵ نفر جمعیت دارد.